# 6- і 10-денний пробіги самоперевершення
40°44′22″ пн. ш. 73°50′35″ зх. д. / 40.739425° пн. ш. 73.843132° зх. д.

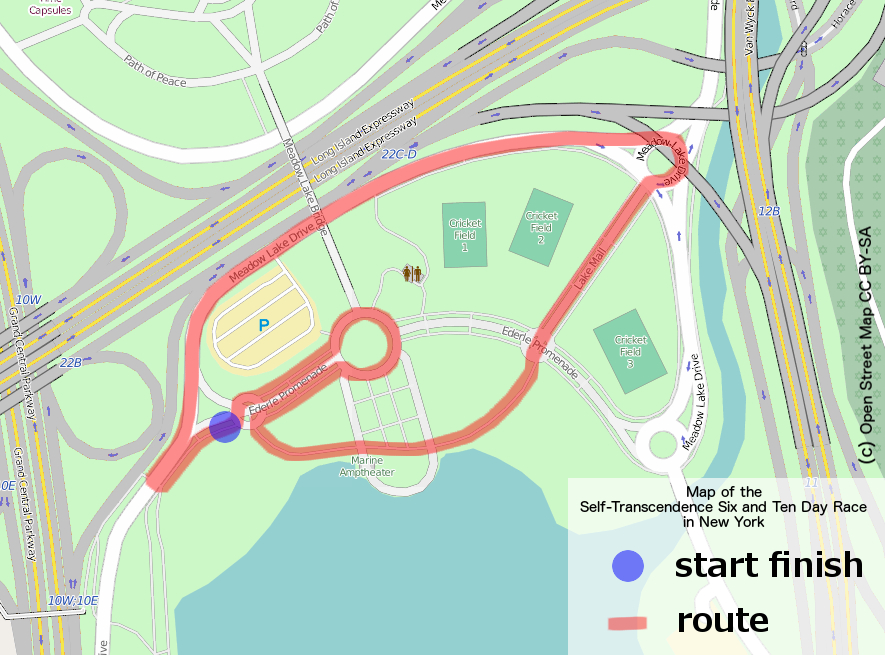
Карта

6- і 10-денний пробіги «Самоперевершення» (англ. Self-Transcendence 6- & 10-day Race) — два пробіги, що проходять одночасно в Флашинг Медоус-Корона парк в Нью-Йорку, США наприкінці квітня — початку травня.

## Історія
Після весняної 1000 миль 29 листопада — 4 грудня 1985 року був організований 5-добовий пробіг. Перші переможці: Трішул Чернс (Канада) — 390 миль (627,64416 км) і Кім Кавана (США) — 279,1541 миль (449 255 км). Дистанція поступово збільшувалася, і з 1998 року змагання набули сучасну форму: 6 і 10 діб.
У 2020 році у зв'язку з пандемією COVID-19 змагання було скасовано. У травні 2021 року через ситуацію з пандемією COVID 19 змагання (тільки 6-денний пробіг) пройшли вперше в іншому місці, в Софії (Болгарія).

## Рекорди і переможці

### Рекорди
У 2001 році світовий рекорд в групі понад 80 років встановив Тед Корбітт — 303 милі (487 631 км).

### Переможці
|         | Дата                  | Дистанція                                        | Чоловіки                                              | Результат                                        | Жінки                                                         | Результат                                            |
| ------- | --------------------- | ------------------------------------------------ | ----------------------------------------------------- | ------------------------------------------------ | ------------------------------------------------------------- | ---------------------------------------------------- |
| I       | 29.11—4.12.1985       | 5 діб                                            | Трішул Чернс                                          | 390 миль (627,64416 км)                          | Кім Кавана                                                    | 279,1541 миль (449,255 км)                           |
| II      | 7—12.11.1986          | 5 діб                                            | Мішель Каро                                           | 413,376 миль                                     | Піппа Девіс                                                   | 311,692 миль                                         |
| III     | 7—12.11.1987          | 5 діб                                            | Малькольм Кемпбелл                                    | 400 миль                                         | Шупраба Шехтер                                                | 347 миль                                             |
| IV      | 14—21.10.1988         | 7 діб                                            | Марті Шпренгельмайер                                  | 527 миль                                         | Шупраба Шехтер                                                | 521 миля                                             |
| V       | 6—13.5.1989           | 7 діб                                            | Ал Хові                                               | 511 миль                                         | Шупраба Шехтер -2-                                            | 470 миль                                             |
| VI      | 7—14.5.1990           | 7 діб                                            | Ал Хові -2-                                           | 530 миль                                         | Шупраба Шехтер -3-                                            | 500 миль                                             |
| VII     | 6—13.5.1991           | 7 діб                                            | Чарлі Ейдель                                          | 550 миль                                         | Шупраба Шехтер -4-                                            | 523 милі                                             |
| VIII    | 3—10.5.1992           | 7 діб                                            | Ал Хові -3-                                           | 531 миля                                         | Шупраба Шехтер -5-                                            | 484 милі                                             |
| IX      | 2—9.5.1993            | 7 діб                                            | Трішул Чернс                                          | 534 милі                                         | «Діпалі» Кетрін Каннінгем                                     | 501 миля                                             |
| X       | 8—15.5.1994           | 7 діб                                            | Дон Вінклі                                            | 470 миль                                         | Антана Локс                                                   | 518 миль                                             |
| XI      | 7—14.5.1995           | 7 діб                                            | Георгій Єрмолаєв                                      | 578 миль                                         | Піппа Девіс                                                   | 525 миль                                             |
| XII     | 25.4—5.5.1996         | 10 діб                                           | Георгій Єрмолаєв                                      | 725 миль                                         | «Діпалі» Кетрін Каннінгем                                     | 723 милі                                             |
| XIII    | 24.4—4.5.1997         | 10 діб                                           | Дон Вінклі                                            | 530 миль                                         | «Сутушті» Ланг                                                | 510 миль                                             |
| XIV     | 4.5— 30.4—10.5.1998   | 6 діб 10 діб                                     | Давід Люляк Іштван Шипош                              | 541 миля (870,655 км) 670 миль (1078,260 км)     | «Діпалі» Кетрін Каннінгем -2- Ельвіра Яноші                   | 504 милі (811,109 км) WR* 452 милі (727,423 км)      |
| XV      | 3.5— 29.4—9.5.1999    | 6 діб 10 діб                                     | Рімас Якелайтіс Рональд Гель                          | 832,030 км 1029,980 км                           | «Діпалі» Кетрін Каннінгем -3- Ельвіра Яноші -2-               | 737,079 км 862,608 км                                |
| XVI     | 26.4— 26.4—6.5.2000   | 6 діб 10 діб                                     | Давід Люляк -2- Рімас Якелайтіс                       | 807,891 км 1198,961 км                           | «Діпалі» Кетрін Каннінгем -4- Ельвіра Яноші -3-               | 734,408 км 885,139 км                                |
| XVII    | 29.4— 25.4—5.5.2001   | 6 діб 10 діб                                     | Штефан Шлетт Рімас Якелайтіс -2-                      | 442 милі (711,330 км) 901 миля (1450,019 км)     | «Діпалі» Кетрін Каннінгем -5- Ленка Швецова                   | 510,1201 милі (820,765 км) WR* 572 милі (920,545 км) |
| XVIII   | 23.4— 29.4—4.5.2002   | 6 діб 10 діб                                     | «Ашпріанал» Пекка Аалто Рімас Якелайтіс -3-           | 422 милі 701 миля                                | «Діпалі» Кетрін Каннінгем -6- Жінки не фінішували             | 415 миль —                                           |
| XIX     | 27.4— 23.4—3.5.2003   | 6 діб 10 діб                                     | «Ашпріанал» Пекка Аалто -2- «Ушіка» Хуберт Мукенхумер | 735,470 км 1015,496 км                           | «Діпалі» Кетрін Каннінгем -7- Доротея Фьогелі                 | 711,330 км 928,591 км                                |
| XX      | 2.5— 28.4—8.5.2004    | 6 діб 10 діб                                     | «Ашпріанал» Пекка Аалто -3- Рімас Якелайтіс -4-       | 696,846 км 1050,902 км                           | «Діпалі» Кетрін Каннінгем -8- Ленка Швецова -2-               | 770,876 км 1015,496 км                               |
| XXI     | 1.5— 27.4 —7.5.2005   | 6 діб 10 діб                                     | Дан Ріпка Мирослав Поспішек                           | 769,267 км 907,670 км                            | «Діпалі» Кетрін Каннінгем -9- Наталія Глущук                  | 762,829 км 828,812 км                                |
| XXII    | 30.4— 24.4—4.5.2006   | 6 діб 10 діб                                     | Глен Тернер Рімас Якелайтіс -5-                       | 677,533 км 1070,213 км                           | «Діпалі» Кетрін Каннінгем -10- Сара Барнетт                   | 737,079 км 983,309 км                                |
| XXIII   | 26.4— 26.4—6.5.2007   | 6 діб 10 діб                                     | «Ашпріанал» Пекка Аалто -4- «Атмавір» Петр Спаціл     | 812,719 км 1078,260 км                           | «Діпалі» Кетрін Каннінгем -11- «Шураша» Паула Майрер          | 712,939 км 957,560 км                                |
| XXIV    | 27.4— 23.4—3.5.2008   | 6 діб 10 діб                                     | Джон Гейслер «Мадупран» Вольфганг Шверк               | 696,845 км 1334,146 км                           | «Діпалі» Кетрін Каннінгем -12- «Канееніка» Тереза Янакова     | 751,563 км 1073,432 км                               |
| XXV     | 26.4— 22.4—2.5.2009   | 6 діб 10 діб                                     | Даррен Уортс «Мадупран» Вольфганг Шверк -2-           | 675,924 км 1250,460 км                           | «Діпалі» Кетрін Каннінгем -13- «Канееніка» Тереза Янакова -2- | 825,593 км WR 1137,806 км                            |
| XXVI    | 23.4— 19.4—29.4.2010  | 6 діб 10 діб                                     | «Галя» Володимир Балацький Юрій Тростенюк             | 679,143 км 1115,275 км                           | «Діпалі» Кетрін Каннінгем -14- «Канееніка» Тереза Янакова -3- | 717,767 км 1086,307 км                               |
| XXVII   | 22.4— 18.4 —28.4.2011 | 6 діб 10 діб                                     | Мартін Фраєр Юрій Тростенюк -2-                       | 783,750 км 1091,135 км                           | «Діпалі» Кетрін Каннінгем -15- «Канееніка» Тереза Янакова -4- | 749,954 км 1165,165 км                               |
| XXVIII  | 22.4— 18.4—28.4.2012  | 6 діб 10 діб                                     | «Галя» Володимир Балацький -2- Юрій Тростенюк -3-     | 774,094 км 1176,430 км                           | «Діпалі» Кетрін Каннінгем -16- Сара Барнетт -2-               | 704,892 км 1121,712 км                               |
| XXIX    | 21.4— 17.4—27.4.2013  | 6 діб 10 діб                                     | Філіп МакКарті Мартін Фраєр                           | 743,516 км 1158.727 км                           | «Діпалі» Кетрін Каннінгем -17- «Канееніка» Тереза Янакова -5- | 724,204 км 1104,009 км                               |
| XXX     | 23,4— 19.4—29.4.2014  | 6 діб 10 діб                                     | Еойн Кейт «Ашпріанал» Пекка Аалто                     | 804,672 км 1340,583 км                           | «Діпалі» Кетрін Каннінгем -18- «Канееніка» Тереза Янакова -6- | 764,438 км 1169,993 км                               |
| XXXI    | 23.4— 19.4—29.4.2015  | 6 діб                                            | Джон Гейслер -2-                                      | 680,752 км                                       | «Діпалі» Кетрін Каннінгем -19-                                | 725,814 км                                           |
| XXXI    | 23.4— 19.4—29.4.2015  | 10 діб                                           | Айдас Ардзяускас                                      | 1073,432 км                                      | Сара Барнетт -3-                                              | 1031,589 км                                          |
| XXXII   | 23.4— 19.4—29.4.2016  | 6 діб                                            | Айдас Ардзяускас                                      | 832,030 км                                       | Викена Ютц                                                    | 603,504 км                                           |
| XXXII   | 23.4— 19.4—29.4.2016  | 10 діб                                           | Орен Кобі                                             | 1215,054 км                                      | Сара Барнетт -4-                                              | 1081,479 км                                          |
| XXXIII  | 21.4— 17.4—27.4.2017  | 6 діб                                            | «Ашпріанал» Пекка Аалто -5-                           | 709,720 км                                       | Сьюзен Маршалл                                                | 656,612 км                                           |
| XXXIII  | 21.4— 17.4—27.4.2017  | 10 діб                                           | Будьяєргал Бьямбаа                                    | 1189,305 км                                      | Наталія Глущук -2-                                            | 930,200 км                                           |
| XXXIV   | 21.4— 17.4—27.4.2018  | 6 діб                                            | Джон Гейслер -3-                                      | 648,887 км                                       | Петра Касперова                                               | 596,101 км                                           |
| XXXIV   | 21.4— 17.4—27.4.2018  | 10 діб                                           | «Ашпріанал» Пекка Аалто -2-                           | 1329,961 км                                      | «Ілвака» Івана Нємцова                                        | 1000,368 км                                          |
| XXXV    | 26.4— 22.4—2.5.2019   | 6 діб                                            | Джозеф Ферйєс                                         | 679,786 км                                       | Аннабель Хепворт                                              | 647,600 км                                           |
| XXXV    | 26.4— 22.4—2.5.2019   | 10 діб                                           | Будьяєргал Бьямбаа -2-                                | 1221,813 км                                      | «Макула» Світлана Самаріна                                    | 941,144 км                                           |
|         | 2020                  | Не відбулися через ситуацію з пандемією COVID 19 | Не відбулися через ситуацію з пандемією COVID 19      | Не відбулися через ситуацію з пандемією COVID 19 | Не відбулися через ситуацію з пандемією COVID 19              | Не відбулися через ситуацію з пандемією COVID 19     |
| XXXVI   | 21—27.5.2021          | 6 діб                                            | Андреа Маркато                                        | 731,760 км                                       | Жінки не стартували                                           | —                                                    |
| XXXVII  | 18.4—24.4.2022        | 6 діб                                            | Будьяєргал Бьямбаа                                    | 808,373 км                                       | Сьюзен Маршалл -2-                                            | 711,812 км                                           |
| XXXVIII | 2023                  | 6 діб                                            |                                                       |                                                  |                                                               |                                                      |

1. ↑  6 діб — XXIII
2. ↑  також в різних джерелах Австралія і США